# Estel gegant lluminós

Diagrama de Hertzsprung-Russell:
Abscisses: Tipus espectral /
Ordenades: Magnitud absoluta
0, Ia, Ib Supergegants. II Gegants lluminosos. III Gegants. IV Subgegant. V Seqüència principal. VI Subnanes. VII Subnanes blanques.

Un estel gegant lluminós o estrella gegant lluminosa és un estel de classe de lluminositat II en la classificació espectral de Yerkes. Són estels les característiques dels quals es troben entre les d'un estel gegant i les d'un estel supergegant. En general entren dins d'aquest grup aquells estels gegants amb una lluminositat especialment alta, encara que no tan brillants ni tan massius com per ser classificats com a supergegants.

## Exemples
Alguns exemples d'estels gegants lluminosos són:
| Nom           | Nomenclatura de Bayer | Tipus espectral |
| ------------- | --------------------- | --------------- |
| Adhara        | Èpsilon Canis Majoris | B               |
| Pherkad       | Gamma Ursae Minoris   | A               |
| Sargas        | Theta Scorpii         | F1 II           |
| Dabih         | Beta Capricorni       | G               |
| Arcturus      | Alpha Boötis          | K               |
| Alphard       | Alpha Hydrae          | K               |
| Ras Algethi A | Alpha Herculis        | M5 II           |